# Olav van Wijngaarden
Olav van Wijngaarden (Papendrecht, 7 september 1996) is een Nederlands korfballer en international van het Nederlands korfbalteam. In 2015 werd hij onderscheiden met de prijs van "Beste Speler onder 21 Jaar" in de Korfbal League en in 2021 en 2025 werd hij de "Beste Korfballer van het Jaar".

## Carrière
Van Wijngaarden begon met korfbal op 12-jarige leeftijd bij het Papendrechtse PKC, waar hij zijn jeugdopleiding genoot. Vanaf 2013-2014 speelt hij in de hoofdmacht van PKC, dat in de Korfbal League speelt.
In zijn eerste seizoen in de korfbal league was hij nog geen basisspeler bij PKC en speelde toen in 7 wedstrijden. PKC stond in dit jaar in de Korfbal League-finale, maar verloor deze van TOP.
In 2014-2015 werd Van Wijngaarden ingezet als 5e heer, achter Richard Kunst, Laurens Leeuwenhoek, Johannis Schot en Danny den Dunnen maar maakte speelde wel in 16 wedstrijden. Ook speelde hij in de finalewedstrijd, aangezien PKC zich voor weer had geplaatst voor de eindstrijd in Ahoy. Wederom was TOP de tegenstander en PKC zon op wraak vanwege de verloren finale van het jaar ervoor. Het bleek een zenuwslopende finale, maar uiteindelijk schoot Johannis Schot PKC naar de titel door met 5 seconden op de klok de winnende 22-21 binnen te schieten. Na dit seizoen kreeg Van Wijngaarden de prijs voor Beste Speler onder 21 Jaar.
In het seizoen erna, 2015-2016, mocht Van Wijngaarden met PKC de zaaltitel op Europees niveau verdedigen door de Europacup te spelen. PKC plaatste zich voor de finale en versloeg hier het Belgische Boeckenberg, waardoor het ook Europees kampioen zaalkorfbal werd. Later dat seizoen plaatste PKC zich wederom voor de Korfbal League-finale. Voor het 3e jaar op rij stonden PKC en TOP in de finale. Met 24-22 won TOP deze eindstrijd. PKC speelde wel de veldfinale van 2016 en kreeg sportieve wraak door TOP te verslaan met 28-23. PKC won voor het nieuwe Nederlandse seizoen de Supercup, door als Nederlandse veldkampioen de Belgische veldkampioen Boeckenberg te verslaan met 27-15.
In seizoen 2016-2017 plaatste PKC zich niet voor de zaalfinale van de Korfbal League, omdat het in de play-offs verloor het Amsterdamse AKC Blauw-Wit. Er moest in deze play-off serie een 3e beslissende wedstrijd gespeeld worden en die verloor PKC nipt met 27-26.
Voor de eerste keer in 7 jaar speelde PKC geen zaalfinale. Het veldseizoen werd ook een teleurstelling, want daar verloor PKC in de halve finale van LDODK, waardoor het een plek in de veldfinale misliep.
In seizoen 2017-2018 plaatste PKC zich als 1e in de Korfbal League als favoriet voor de play-offs. Echter verloor PKC de play-off serie van Fortuna door in de 3e beslissende wedstrijd in Papendrecht te verliezen met 20-21. Deze wedstrijd werd beslecht door het golden goal principe en het was de Delftse Claire van Oosten die Fortuna de overwinning bezorgde.
Op het veld won PKC de halve finale van Koog Zaandijk met 26-16 en plaatste zich zodoende voor de veldfinale. Hier trof PKC de Delftse tegenstander Fortuna, maar nu won PKC met 20-17. In de Supercup die volgde werd het Belgische Kwik aan de kant geschoven met 28-14.
In seizoen 2018-2019 plaatste PKC zich na 2 jaar afwezigheid weer voor de Korfbal League-finale. De tegenstander in het Ziggo Dome was wederom Fortuna. In een spannende wedstrijd trok Fortuna aan het langste eind door met 21-19 te winnen.
In 2020-2021 kreeg PKC een nieuw coachingsduo, namelijk Wim Scholtmeijer (voormalig bondscoach) en Jennifer Tromp. Vanwege COVID-19 begon de competitie iets later dan normaal en om de planning passend te maken, werd de Korfbal League in 2 poules opgedeeld. PKC werd na de reguliere competitie ongeslagen 1e in Poule A, waardoor het zichzelf plaatste voor de play-offs. In de eerste play-off ronde versloeg PKC in 2 wedstrijden DVO. In de tweede play-off ronde trad PKC aan tegen TOP. TOP won de eerste wedstrijd en PKC de tweede, waardoor er een derde en belissende wedstrijd gespeeld moest worden. In deze beslissingswedstrijd won PKC overtuigend met 29-19, waardoor PKC zich plaatste voor de zaalfinale. In de zaalfinale, die weer in Ahoy werd gespeeld, trof PKC Fortuna. Hierdoor werd de finale van 2021 een herhaling van de finale van 2019. PKC won de finale met 22-18, waardoor het sinds 2015 weer Nederlands zaalkampioen was. Aan het eind van dit seizoen werd Van Wijngaarden uitgeroepen tot Beste Korfballer van het Jaar.
In seizoen 2021-2022 deed PKC in het seizoen weer goede zaken. Gedurende de reguliere competitie verloor het slechts 2 wedstrijden. Hierdoor eindigde de ploeg als 2e en haalden ze als 1 van de favorieten de play-offs. In de play-off serie won PKC in 2 wedstrijden van concurrent DVO, waardoor PKC voor het 3e jaar op rij in de zaalfinale stond. Ook voor de 3e jaar op rij was Fortuna weer de tegenstander. De finale, die weer in een vol Ahoy werd gespeeld, was spannend. Uiteindelijk won Fortuna de finale met 22-21, waardoor PKC was onttroond als zaalkampioen. Iets later, in de veldcompetitie, won PKC in de kruisfinale van LDODK met 17-15 en plaatste zich zodoende voor de veldfinale. In de finale won PKC nipt met 24-23 van DVO. Hierdoor was PKC de nieuwe Nederlandse veldkampioen.
In seizoen 2022-2023 begon PKC in een favorietenrol. De ploeg was in de beginfase van de Korfbal League het sterkste van alle ploegen. In januari 2023 mocht de ploeg zijn kwaliteit laten zien in een vernieuwde opzet van de Europacup, namelijk de Korfball Champions League. PKC versloeg in de halve finale de Belgische zaalkampioen Floriant met 21-13, waardoor het zich plaatste voor de finale. In deze finalestrijd won PKC van de Nederlandse zaalkampioen Fortuna met 19-10 waardoor het de eerste Champions League winnaar was. In de eigen competitie zette PKC de goede lijn door en stond na de 18 reguliere speelrondes op plek 1 met 30 punten. In de play-off serie moest PKC aantreden tegen het als nummer 4 geplaatste LDODK. In deze best-of-3 serie won PKC in 2 wedstrijden en plaatste zich zodoende voor de 4e zaalfinale op rij. Dit maal was DVO de tegenstander. In de zaalfinale was PKC al snel te sterk en won het met duidelijke cijfers, 33-20. Hiermee pakte PKC ook een record, want het was nog nooit eerder gebeurd in de geschiedenis van de Korfbal League dat een ploeg boven de 30 goals maakte.
Iets later, in de veldcompetitie, deed PKC ook goede zaken. Zo stond de ploeg na de reguliere competitie bovenaan de Ereklasse B. Hierdoor had de ploeg zich geplaatst voor de kruisfinale. In de kruisfinale won PKC met 17-15 van LDODK, waardoor het zich voor het tweede jaar op rij plaatste voor de veldfinale. In de finale was Fortuna de tegenstander en PKC won de wedstrijd met 18-13, waardoor het de veldtitel prolongeerde.
In het volgende seizoen (2023-2024) werd het wederom en sterk seizoen voor PKC. In de zaalcompetitie won PKC 15 van de 18 wedstrijden en stond na de reguliere competitie op de 1e plek. Zodoende ging PKC als favoriet de play-off serie in. In de best-of-3 serie was KZ de tegenstander, de ploeg die als 4e eindigde in de competitie. PKC won in 2 wedstrijden, waardoor het zich plaatste voor de zaalfinale in Ahoy. Net als in het seizoen ervoor was DVO de tegenstander in Ahoy. In deze zaalfinale gaf DVO PKC meer partij, maar ook nu wist PKC de wedstrijd te winnen (23-21). Hierdoor wist PKC hun zaaltitel te prolongeren. Iets later, in de veldcompetitie plaatste PKC ongeslagen zichzelf voor de kruisfinale. Hier was Fortuna de tegenstander en die bleek een maatje te groot, PKC verloor de kruisfinale met 12-11.
Seizoen 2024-2025 zou een bijzonder seizoen worden voor PKC. De ploeg, als titelhouder, begon de competitie wat rommelig. Ploegen zoals DVO, Fortuna en LDODK hadden zich al een tijdje voor de play-offs van de Korfbal League geplaatst en PKC moest met AKC Blauw-Wit uitmaken welke ploeg het laatste play-off ticket zou krijgen. Het kwam aan op de laatste speelronde en PKC verzekerde zich op het nippertje van het laatste play-off plaatsje. Zodoende ging PKC als nummer 4 de play-offs in en moest het daardoor opnemen tegen de nummer 1 van de reguliere competitie, DVO. In de best-of-3 serie won PKC overtuigend in 2 wedstrijden waardoor het (tegen de verwachtingen in) zich alsnog plaatste voor de zaalfinale, voor de 7e keer op rij. In de zaalfinale was Fortuna de tegenstander en PKC won de finale met 21-17, mede dankzij een sterk optreden van Jorien Jordaan. Hierdoor was PKC voor het 3e jaar op rij de zaalkampioen.
Iets later, in de veldcompetitie stond PKC ook in de finale. In de finale was DOS'46 de tegenstander. De finale eindigde in 19-19 gelijkspel en ook na verlenging was er geen winnaar. De finale werd besloten via strafworpen, waarbij DOS'46 de wedstrijd won.

## Erelijst
- Korfbal League kampioen, 5x (2015, 2021, 2023, 2024, 2025)
- Ereklasse veldkampioen, 4x (2016, 2018, 2022, 2023)
- Europacup kampioen, 1x (2016)
- Supercup veldkampioen, 3x (2016, 2018, 2022)
- Beste Korfballer van het Jaar, 2x (2021, 2025)
- Champions League kampioen zaalkorfbal, 3x (2023, 2024, 2025)
- Korfbal NK 1 tegen 1 kampioen, 1x (2023)

## Oranje
Van Wijngaarden werd in 2017 geselecteerd voor het Nederlands korfbalteam. Zo won hij gouden plakken op de onderstaande toernooien:
- World Games 2017
- EK 2018
- WK 2019
- EK 2021
- World Games 2022
- WK 2023
- EK 2024